# Vega Baja del Segura
Pour les articles homonymes, voir Vega (homonymie) et Segura.
« Vega Baja » redirige ici.  Pour la municipalité porto-ricaine, voir Vega Baja (Porto Rico).
La Vega Baja del Segura en castillan et Baix Segura en valencien (littéralemement en français Basse plaine du Segura) est une comarque de la province d'Alicante, dans la Communauté valencienne, en Espagne. Son chef-lieu est Orihuela.

## Géographie
La comarque est traversée par le Segura.
On peut distinguer clairement trois zones dans la Vega Baja :
- la zone centrale, qui est la huerta du Segura : plate et fertile, consacrée à l'agriculture d'irrigation avec une population dense mais dispersée ;
- la zone intérieure, plus montagneuse, avec de grandes exploitations agricoles et une population clairsemée ;
- la côte, consacrée au tourisme.

Malgré une faible pluviosité (Orihuela, 291 mm ; Torrevieja, 243 mm), elle a subi au cours de l'histoire les crues de la rivière Segura (1651, 1879, 1946, 1948, 1973, 1987, 1989). En 1987, furent inondés 20 000 hectares, ce qui a motivé les travaux de défense contre la rivière Segura, en augmentant la capacité d'évacuation de la rivière qui est passée de 120 m3/s en certains points à 250 m3/s minimum.
La Vega Baja, comarque habituée à voir une émigration vers la capitale provinciale, s'est transformée dans les dernières années en la zone la plus dynamique de la province grâce au développement des zones irriguées et au tourisme ; elle compte 325 276 habitants en 2005.

## Histoire
Zone de langue castillane, elle a fait partie de l'ancien Royaume de Valence depuis 1296.

## Langue
La Vega Baja est traditionnellement une zone de langue castillane, excepté la localité de Guardamar del Segura, sur la côte de la comarque, où on parle également le valencien, bien qu'aujourd'hui son usage soit anecdotique. Certains habitants de la comarque utilisent des formes dialectales similaires à celles de la région voisine de Murcie, comme le seseo ou la non prononciation des -s et des -r de la fin des mots ; cette variété du murcien est la -seseante (au sud-est de la zone parlant le murcien). Cependant, nombreux sont ceux qui, surtout parmi les jeunes, adoptent un castillan aux formes plus standard ; cela est dû fondamentalement au phénomène de la globalisation. L'immigration massive accueillie dans la comarque depuis la fin des années 1990 est à l'origine de colonies importantes d'anglophones, de germanophones et de russophones.

## Communes

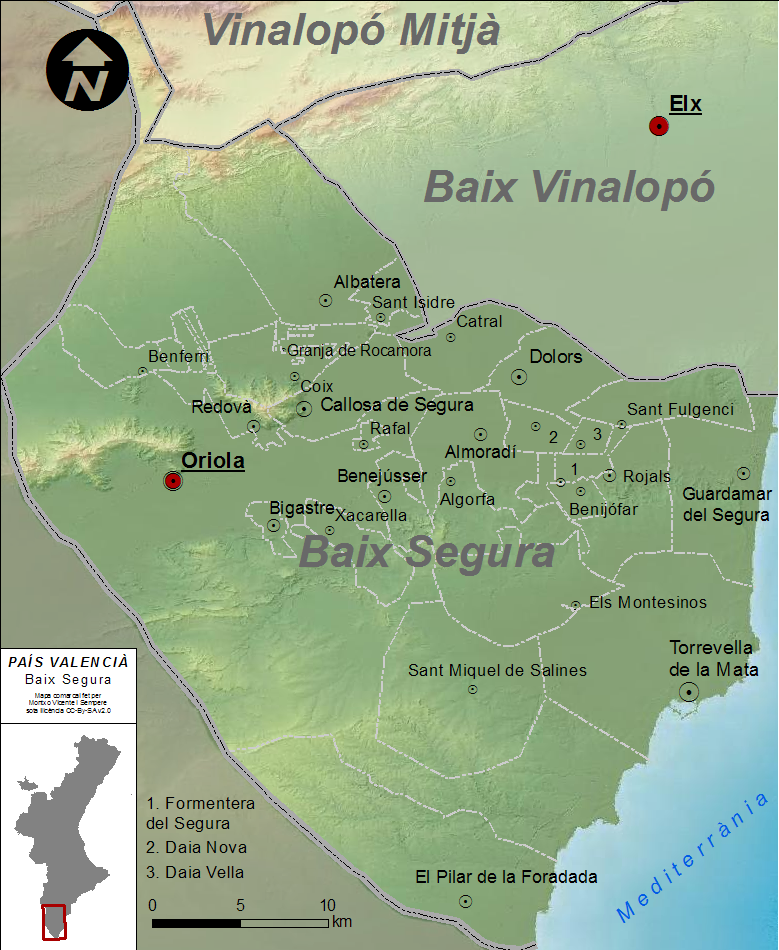
Communes de la Vega Baja del Segura

- Albatera
- Algorfa
- Almoradí
- Benejúzar
- Benferri
- Benijófar
- Bigastro
- Callosa de Segura
- Catral
- Cox
- Daya Nueva
- Daya Vieja
- Dolores
- Formentera del Segura
- Granja de Rocamora
- Guardamar del Segura
- Jacarilla
- Los Montesinos
- Orihuela
- Pilar de la Horadada
- Rafal
- Redován
- Rojales
- San Fulgencio
- San Isidro
- San Miguel de Salinas
- Torrevieja